# Petromyscus shortridgei
Petromyscus shortridgei es una especie de roedor de la familia Nesomyidae.

## Distribución geográfica
Se encuentra en Angola y Namibia.

## Hábitat
Su hábitat natural son: zonas subtropicales o tropicales matorrales secos.